# Zlatko Momircevski
Zlatko Momircevski (2 aprile 1971) è un ex calciatore ed ex giocatore di calcio a 5 australiano.

## Carriera
Come massimo riconoscimento in carriera vanta la partecipazione, con la Nazionale maschile di calcio a 5 dell'Australia, al FIFA Futsal World Championship 1996 in cui la selezione oceaniana è uscita al primo turno nel girone comprendente Spagna, Ucraina ed Egitto.